# Bergakungen
Bergakungen (vertaling: De bergkoning) is een compositie van Hugo Alfvén.

## Geschiedenis
De basis voor dit ballet werd gelegd in 1915. Tekenaar John Bauer, tekenaar bij sprookjes, kwam met een aantal griezelige tekeningen van trollen. Tegelijkertijd ontstond het idee om er een toneelvoorstelling van te maken. De vorm bleef onduidelijk. Alfvén begon aan de muziek te schrijven. In augustus 1917 was het zo goed als klaar, maar Alfvén had het te druk met reizen (lees dirigeren) en het voltooien van andere werken, die nog op de plank lagen. Een punt, dat wel in het voordeel werkte, was dat er in die tijd nog geen goed symfonieorkest in Zweden was, maar wel een goed uitgerust Hovkapellet van de Koninklijke Opera en dus ook een zaal voor uitvoering. 
Alfvén ging opgetogen verder, want het vooruitzicht van een ballet met goed orkest zag hij wel zitten. Ook het thema stond hem wel aan. Een herdersmeisje wordt ontvoerd door de lelijke Bergkoning (ook een trol) om later bevrijd te worden door een herdersjongen. De tegenstelling tussen goed en kwaad liet hem veel vrijheid in zijn componeerstijl toe.  Uiteindelijk bleken de visies van Alfvén en Bauer te veel uiteen te lopen. Alfvén dacht dat hij muziek schreef voor een comedie met zang, de andere kant had het meer over een pantomimeballet. De eerste uitvoering vond pas plaats op 7 februari 1923 onder leiding van Adulf Wiklund. Het publiek vond het prachtig. Alfvéns concurrent Kurt Atterberg had er ook een goed woordje voor over. Wilhelm Peterson-Berger vond het wel aardig, maar zag er veel “jatwerk” in. Dat het ballet een succes was bleek uit het feit dat het 19 avonden lang achter elkaar werd uitgevoerd. Toen was het eigenlijk wel gedaan met dit werk, in 1931 en 1932 kwam het nog even op de plank, maar daarna verdween het voor langere tijd in de la.
Alfvén, als criticus van zichzelf, moet dat erg gevonden hebben. Hij schreef later dat Bergakungen en zijn vierde symfonie het beste van zijn werk vertegenwoordigden.

## Verhaal

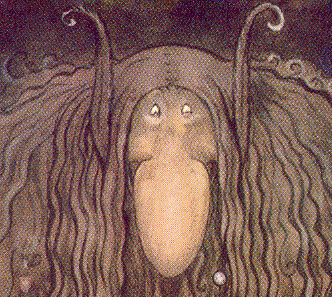
Een trollenkop van Bauer van rond 1915

Bij zonsopkomst is er een vrijend stel, het herdersmeisje en –jongen zit te zoenen. Hun vrijpartijtje wordt verstoord door een aantal jongelui, die het stel betrappen. Vol schaamte vlucht het meisje het bos in, niet in staat een uitweg te vinden. Tegelijkertijd loopt in het bos Humpe, een trol, die op zoek is naar eten. De trol wordt meegesleurd in een dans van meerminnen. Als de dans afgelopen is loopt Humpe achter het meisje aan, maar wordt uiteindelijk tegengehouden door de zon, die aan de horizon verschijnt. Het meisje bedekt de ogen van Humpe, ook de meerminnen beschermen hem door regen op te roepen.
Het meisje en Humpe proberen een weg te zoeken uit het bos en zien ineens de doorgang naar buiten. Dit blijkt een valkuil te zijn want de Bergkoning stapt erin. Humpe probeert het meisje te beschermen maar is niet in staat de Bergkoning tegen te houden. Die neemt het meisje mee. Vervolgens ontmoet Humpe de jongen. De medetrollen smeden langzaam, als Humpe het verhaal doet, een boomstronk om tot een zwaard, waarmee de jongen de burcht van de Bergkoning te lijf gaat. Hij slaat de houten toegangsdeur in één keer in duigen.
In het kasteel hangt het meisje in een gouden kooi en moet constant dansen voor de koning. Zij pleit voor haar vrijheid, maar de koning en zijn kabouters vragen haar alleen maar om verder te dansen. Opeens raast de jongen naar binnen en doodt de koning met het zwaard. Ook de kabouters van de koning laten het leven. Het meisje en de jongen vluchten en uiteindelijke komt de waarheid aan het licht. Humpe lijkt het geheel in scène gezet te hebben. De jongen verslaat daarop de trol en het meisje en de jongen kunnen hun liefde voortzetten. Humpe durft met zijn medestanders het stel niet meer te benaderen, waarop hij de wind om het stel laat loeien en het laat sneeuwen. Het stel heeft het niet in de gaten. Het slot is dat het stel als een standbeeld in het bos achterblijft.

## Muziek
De muziek volgt uiteraard het verhaal:
1. Akte I: Een groen grasvel in de zomer
  1. Opkomst
  2. Eerste dans
  3. Tweede dans
  4. Derde dans
  5. Meerminnen en trollen, eerste dans
  6. Meerminnen en trollen, tweede dans
  7. Dans van de kleine trollen
  8. Meerminnen en trollen, eerste dans (herhaling)
  9. Het herdersmeisje blaast op haar hoorn
  10. Dans
  11. Het meisje en Humpe
  12. Zomerregen
2. Akte II: In het bos
  1. De deur opent
  2. De herdersjongen en Humpe
  3. De toverformule
3. Akte III: De zaal van de Bergkoning
  1. Eerste dans van het meisje
  2. Tweede dans van het meisje
  3. het meisje danst opnieuw
  4. De dans van de trolmeisjes
  5. Eerste dans van de trollen
  6. Tweede dans van de trollen
  7. De bevrijding
  8. De sneeuwstorm
  9. Het aanbreken van de dag

### Orkestratie
- 4 dwarsfluiten, 4 hobo’s, 4 klarinetten, 4 fagotten (inclusief afgeleide muziekinstrumenten als piccolo, althobo, basklarinet en contrafagot)
- 6 hoorns, 4 trompetten, 3 trombones, 1 tuba
- pauken, 4  man/vrouw percussie, 2 harpen, celesta
- violen, altviolen, celli, contrabassen

## Discografie
Het gehele werk is zelden te horen of te zien:
- Uitgifte Musica Sveciae: Filharmonisch Orkest van de Zweedse Omroep o.l.v. Yevgeni Swatlanow, een opname van rond 1990
- Uitgifte Swedish Society: Malmö Symfonie Orkest   o.l.v. Stig Rybrant.

Bekender zijn de suites, die Alfvén uit het ballet haalde:
- Uitgave BIS Records: Neeme Järvi met het Koninklijk Filharmonisch Orkest van Stockholm
- Uitgave Naxos: Niklas Willen met het Koninklijk Schots Nationaal Orkest